# Jens Lykkegaard Olesen
Jens Lykkegaard Olesen (født 06.10.1972) er professor ved Center for Almen Medicin, Klinisk Institut, Aalborg Universitet. 

## Uddannelse og karriere
Jens Lykkegaard Olesen er uddannet Cand.Med. fra Københavns Universitet (2001) og han modtog ligeledes sin Ph.d. fra Københavns Universitet med afhandlingen Insulin-like growth factor I (IGF-I), IGF binding proteins and collagen synthesis– relation to mechanical loading of tendon (2006). I 2012 blev han speciallæge i intern medicin og reumatologi. 

Fra 2003 til 2004 var han ”Research Fellow” ved University of California. Fra 2012 til 2013 var han forskningsansvarlig overlæge ved Reumatologisk afdeling i Aalborg og klinisk ekstern lektor i reumatologi ved Aarhus Universitet. Herefter var han klinisk forskningsansvarlig overlæge ved Idrætsmedicinsk Afdeling, Bispebjerg Hospital indtil 2018, mens han var klinisk ekstern lektor i reumatologi ved Aalborg Universitet (2013-2015). Siden 2015 har han haft speciallægepraksissen ReumaNord i Aalborg. Fra 2016 til 2018 var han lektor ved Aalborg Universitet, hvor han blev professor i 2018. 

Jens Lykkegaard Olesen modtog i 2007 Scandinavian Journal of Rheumatology Legat og i 2010 fik han en 1. præmie ved foredragskonkurrence Dansk Reumatologisk selskab Årsmøde. I 2013 modtog han Margrethe Astrid Hedvig Schaufuss Forskningslegat. Siden 2015 har han været bestyrelsesmedlem i DRFO og siden 2019 har han været læge for kvindelandsholdet i fodbold.  

## Publikationer
Jens Lykkegaard Olesen har udgivet 74 artikler i peer-reviewed tidsskrifter og bogkapitlet Tendinopathy in Athletes, Volume XII of the encyclopaedia of sports medicine, 2007, Blackwell publishing. Overbelastningsskader og idrætsmedicin, Reumatologi 4. udgave, 2018, FADL’s forlag.  